# Kakashi (2001)
 Scarecrow (案山子, Kakashi) es una película de terror japonés del 2001 dirigida por Noroi Tsuruta.

## Trama
La joven Kaoru lleva una semana sin tener noticias de Tsuyoshi, su hermano y única familia que le queda, así que acude a su apartamento y encuentra una carta de Izumi, una antigua compañera de escuela de ambos. En ella Izumi le pide a Tsuyoshi que vaya a verla y la ayude a librarse de sus pesadillas. Kaoru emprenderá un viaje hasta Kozukata, el pueblo que sale en el remitente de la carta. Allí se encontrará con unos extraños habitantes que odian a los forasteros y tendrá que descubrir el misterio que encierra el pueblo y lo más importante, qué relación guarda con la desaparición de su hermano. 

## Reparto
- Maho Nonami	 ...	Kaoru Yoshikawa
- Kô Shibasaki	 ...	Izumi Miyamori
- Grace Yip	     ...	Sari Chen (como Gurêsu Ippu)
- Yoshiki Arizon ...	Shûsaku Noji
- Mizuho Igarashi...	Ayumi Noji
- Yôji Tanaka	 ...	Junsa